# 콤라트 공화국
콤라트 공화국(가가우즈어: Κομράτ Ρεσπυβλικάσι, 루마니아어: Republica de la Comrat, 러시아어: Комратская республика)은 1906년 1월 6일~1906년 1월 12일 사이 존재했던 자치공화국이다. 현 몰도바 가가우지아 콤라트에 위치해있었다. 이 공화국은 러시아 혁명 이후 사회주의혁명당 소속 사회주의 운동가인 안드레이 갈라찬이 지역 주민들의 지원을 받아 설립되었다.
국기에는 러시아어로 "투쟁을 통해 당신의 권리를 얻을 것이다. (Въ борьбѣ обрѣтешь ты право свое.)"라고 쓰여있다.

## 역사
1905년 러시아 혁명 이후 가가우즈인들은 차르 폐지를 요구하기 시작했다. 이에 영향을 받아 당시 하르키우 대학교의 학생이자 사회주의혁명당의 당원이었던 안드레이 갈라찬은 콤라트에 비밀 조직을 만들었다. 갈라찬은 지역 주민들에게 자신과 함께 사회주의 운동을 벌였다. 그들은 가가우즈인에 대한 러시아 제국군 모집을 중단하고, 가가우즈어 교육과 무료 의료 검진을 요구했다. 운동이 진행되는 기간동안 콤라트 공화국에 대한 아이디어가 최초로 고려되기 시작했다.
1906년 1월 6일, 갈라찬의 지지자들이 지역 정부를 전복시키고 콤라트 공화국을 선포했다. 갈라찬의 통치 하에 위원회가 설립되었다. 갈라찬의 첫 번째 정책은 세금을 폐지하고 토지개혁을 실시하는 것이었다. 이후 1월 10일 러시아의 신문은 "인구 10,000명의 콤라트가 반란군 통치 하에 있으며 자주권이 선포되었다." 라고 보도했다.
공화국 설립 6일 후인 1월 12일, 러시아 제국에 의해 공화국은 소멸되었으며 갈라찬과 그의 지지자들은 선동 혐의를 받고 시베리아로 추방당했다.
오늘날 콤라트에는 갈라찬의 이름을 딴 거리가 있다.

## 같이 보기
- 안드레이 갈라찬
- 가가우지아
- 콤라트